# 沃罗诺沃区 (格罗德诺州)
沃羅諾沃區（romanized: Voronovskiy rayon）是白俄羅斯西北部格羅德諾州的一個區，行政中心为沃羅諾沃，面積1,418.39平方公里，2009年人口30,477，人口密度每平方公里21.49人。